# عازب الشيب (كعيدنة)
عازب الشيب هي إحدى قرى عزلة أسلم ناشر بمديرية كعيدنة التابعة لمحافظة حجة، بلغ تعداد سكانها 551 نسمة حسب تعداد اليمن لعام 2004.